# تصاوغ بنيوي
التصاوغ البنيوي أو التصاوغ البنائي أو تزامر بنيوي أو التركيب الأيزوميري (بالإنجليزية: Structural isomerism)‏ لها الصيغة البنائية نفسها لكن ترتيب الذرات فيها يختلف، وعلى الرغم من اشتراك المتشكلات البنائية في الصيغة الجزيئية نفسها إلا أنها تختلف في الخصائص الكيميائية والفيزيائية. وتدعم هذه الملاحظة أحد أهم مبادئ الكيمياء الذي ينص عل أن «بناء المادة يحدد خصائصها».
كلما زاد عدد ذرات الكربون في الهيدروكربون زاد عدد المتشكلات البنائية المحتملة.
إن هذه المركبات المشتركة في الصيغة الجزيئية متشكلات بنائية، لاحظ الاختلاف في درجات غليانها.

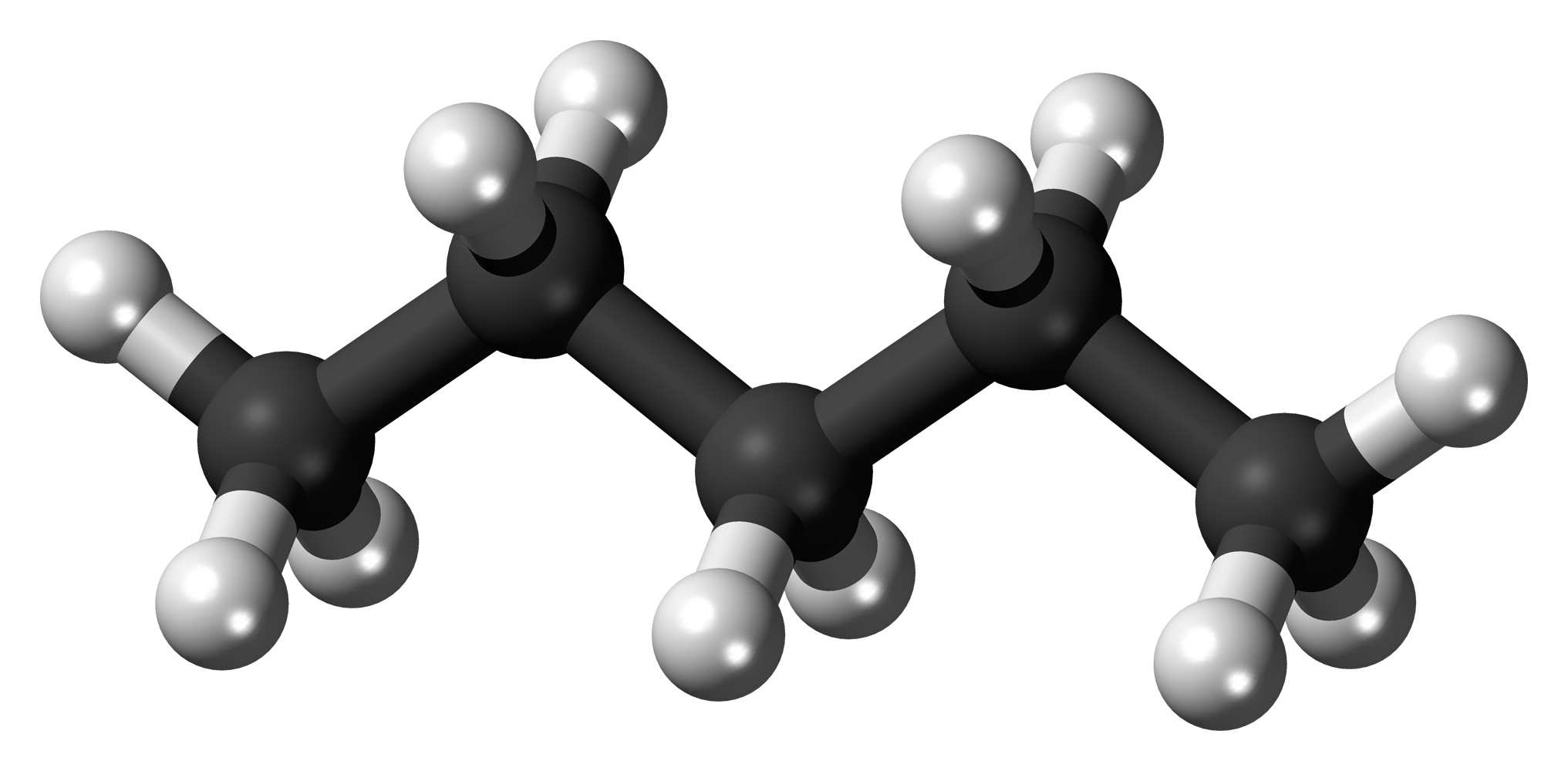
بنتان

تكون ذرتا الكربون المرتبطتان برابطة تساهمية أحادية في الإيثان حرة الدوران حول الرابطة، في حين تقاوم ذرتا الكربون الثنائيتا الربط في الإيثين عملية الدوران.

## التصاوغ الهيكلي
الأيزومر الهيكلي للمركب هو أيزومر بنيوي يختلف عنه في الذرات والروابط التي تعتبر أنها تشكل «الهيكل العظمي» للجزيء.  بالنسبة للمركبات العضوية، مثل الألكانات، فهذا يعني عادةً ذرات الكربون والروابط بينها.
على سبيل المثال، هناك ثلاثة أيزومرات هيكلية للبنتان: n-pentane (غالبًا ما يطلق عليها ببساطة "pentane")، و isopentane (2-methylbutane) و neopentane (dimethylpropane).
|         |           |          |
| n-بنتان | إيزوبنتان | نيوبنتان |

## موقع التصاوغ (region (isomerism
ايزومرات الموضع (أيضًا أيزومرات موضعية أو إيزومرات رجعية) هي أيزومرات هيكلية يمكن اعتبارها مختلفة فقط في موقع مجموعة وظيفية، أو بديل، أو بعض السمات الأخرى في بنية «الأصل».
على سبيل المثال، استبدال واحدة من 12 ذرة هيدروجين –H بمجموعة هيدروكسيل –OH على جزيء n-pentane الأصلي يمكن أن يعطي أيًا من ثلاثة أيزومرات مواضع مختلفة:
|           |           |             |
| بنتانول-1 | 2-بنتانول | Pentan-3-ol |

## تصاوغ للمجموعة الوظيفية
الأيزومرات الوظيفية هي أيزومرات بنيوية لها مجموعات وظيفية مختلفة، مما ينتج عنه خواص كيميائية وفيزيائية مختلفة كثيرًا.
مثال على ذلك هو زوج بروبانال H3C – CH2 – C (= O) -H والأسيتون H3C – C (= O) –CH3: الأول يحتوي على مجموعة وظيفية –C (= O) H ، مما يجعلها ألدهيد، بينما  الثانية لديها مجموعة C – C (= O) –C ، مما يجعلها كيتون.
مثال آخر هو زوج الإيثانول H3C - CH2 - OH (كحول) وثنائي ميثيل الأثير H3C – O – CH2H (الأثير).  في المقابل، فإن 1-بروبانول و 2-بروبانول هما أيزومرات هيكلية، ولكن ليس أيزومرات وظيفية، حيث أن لهما نفس المجموعة الوظيفية المهمة (هيدروكسيل أوه) وكلاهما كحولات.
إلى جانب الكيمياء المختلفة، عادة ما يكون للأيزومرات الوظيفية أطياف مختلفة جدًا للأشعة تحت الحمراء.  يتم تحديد طيف الأشعة تحت الحمراء إلى حد كبير من خلال أوضاع اهتزاز الجزيء، والمجموعات الوظيفية مثل الهيدروكسيل والإسترات لها أوضاع اهتزاز مختلفة تمامًا.  وبالتالي فإن 1-بروبانول و 2-بروبانول لهما أطياف أشعة تحت حمراء متشابهة نسبيًا بسبب مجموعة الهيدروكسيل، والتي تختلف إلى حد ما عن مجموعة ميثيل إيثيل إيثر.

## أنواعها
أنواع المتشكلات عمومًا:

### المتشكلات البنائية
هي المركبات التي لها نفس الصيغة الجزيئية وتنتمي إلى نفس العائلة العضوية (تحتوي على نفس المجموعة الوظيفية) ولكنها تختلف في ترتيب الذرات
هنالك 3 أنواع لها:
- متشكلات السلسلة
- متشكلات الموضع
- متشكلات المجموعة الوظيفية

### المتشكلات الفراغية أو المجسمة
هي عبارة عن جزئيات لها نفس الصيغة الجزيئية ونفس ترتيب الصيغة (أي أن الذرات مرتبطة مع بعضها بنفس الترتيب في كل جزيء) والذرات في كل جزيء تكون لها ثلاثة أبعاد فراغية وهو الذي يجعلها غير متطابقة. وهناك نوعان منها:
- المتشكلات الهندسية.
- المتشكلات الضوئية.